# Grand Prix automobile de Hongrie 2021
GP précédent GP suivant
Le Grand Prix automobile de Hongrie 2021 (Formula 1 Rolex Magyar Nagydíj 2021) disputé le 1er août 2021 sur le Hungaroring, est la 1046e épreuve du championnat du monde de Formule 1 courue depuis 1950. Il s'agit de la trente-sixième édition du Grand Prix de Hongrie comptant pour le championnat du monde de Formule 1 et de la onzième manche du championnat 2021.
Le Grand Prix de Hongrie reprend sa place au calendrier au cœur de l'été marquant, comme de tradition, la dernière course avant la trêve estivale, après avoir constitué la troisième manche du championnat 2020 dans le contexte de la pandémie de Covid-19. Lewis Hamilton y détient un record (partagé avec Michael Schumacher au Grand Prix de France), puisqu'il s'est imposé huit fois sur la piste magyare, dont les trois dernières éditions.
Trois mois après avoir atteint les cent pole positions, lors du Grand Prix d'Espagne, Lewis Hamilton renoue avec un départ en tête, son huitième sur le Hungaroring, Mercedes pouvant par ailleurs se réjouir de verrouiller la première ligne puisque le deuxième temps, à plus de deux dixièmes de seconde du septuple champion du monde, est réalisé par Valtteri Bottas. Max Verstappen, qui avait frappé fort en Q2, moins rapide dans la troisième phase, doit se contenter d'un départ en deuxième ligne, devant son coéquipier Sergio Pérez. Mais il s'élance en pneus tendres, alors que les Flèches d'Argent partent en gommes medium. Pierre Gasly, cinquième, se place en troisième ligne devant Lando Norris. Charles Leclerc s'élance derrière, aux côtés d'Esteban Ocon ; sur la seconde Alpine, Fernando Alonso forme une cinquième ligne de six titres mondiaux avec Sebastian Vettel.
Esteban Ocon devient le 111e vainqueur de Grand Prix, et le quatorzième pilote français à s'imposer en Formule 1, après une course dont il a mené soixante-cinq des soixante-dix tours, suivi comme son ombre de bout en bout par Sebastian Vettel (par la suite disqualifié) alors que Lewis Hamilton, revenu du fond de peloton, complète dans un premier temps le podium avant de grimper d'un rang et en profite pour s'emparer de la tête du championnat du monde. Ce résultat inédit, qui permet à Alpine F1 Team de fêter sa première victoire après onze départs et à Ocon de gagner à son 83e Grand Prix, est la conséquence d'un carambolage provoqué au départ, sous la pluie, par Valtteri Bottas qui a entraîné les abandons de Sergio Pérez et de Lando Norris et des dégâts irrémédiables sur la voiture de Max Verstappen tandis que Lance Stroll est allé percuter Charles Leclerc, leur course s'arrêtant là.
À l'extinction des feux rouges, Hamilton réussit son départ alors que Bottas patine. Verstappen le passe immédiatement et il est débordé des deux côtés par Norris et Pérez. Calé derrière la McLaren, il rate son freinage et la percute. Les deux voitures partent de travers, Bottas emmène les Red Bull de Pérez et de Verstappen dans ce carambolage, alors qu'au même moment Stroll, qui tente de faire l'intérieur à Leclerc, empale la Ferrari et provoque leur abandon. Dans la mêlée à laquelle Hamilton échappe, Ocon s'extrait habilement du chaos pour se retrouver à la deuxième place, suivi par Vettel, Sainz, Tsunoda, Latifi, Alonso et Russell, avant que la direction de course ne décide de brandir le drapeau rouge pour permettre de nettoyer les nombreux débris laissés sur la piste. Les mécaniciens Red Bull tentent alors de réparer la RB16B de Verstappen en plaçant des bouts de ruban adhésif un peu partout sur le flanc de la monoplace endommagée.
Lorsqu'un nouveau départ arrêté est donné, la pluie a cessé alors que tous sont encore en pneus intermédiaires. Dans le tour de formation, l'ensemble des pilotes comprend qu'il est temps de chausser les pneus lisses et plonge dans les stands mais l'écurie Mercedes se trompe et Hamilton se retrouve ainsi à s'élancer tout seul sur la grille de départ, pour des images inédites dans l'histoire de la Formule 1. Alors que tous les autres rejoignent le circuit en sortant des stands, George Russell a la mauvaise idée de les doubler par la droite dans la pitlane pour se retrouver à la deuxième place : il va immédiatement rendre six positions pour ne pas risquer une sanction du pouvoir sportif. Ainsi, Ocon se retrouve en tête dès qu'Hamilton répare son erreur en allant changer ses pneus un tour après la meute, reprenant la piste en dernière position.
À ce point et jusqu'à la fin de la course (excepté les deux tours menés par Fernando Alonso qui s'arrête deux boucles après son coéquipier) Ocon roule en tête, suivi par Vettel qui ne trouve jamais l'ouverture, même quand il est à portée d'aileron arrière mobile. Quant à Hamilton, il remonte patiemment, réussissant tout d'abord un undercut sur Verstappen en fond de peloton, revient dans le top 5 au bout de trente-deux boucles puis troque ses pneus durs pour des gommes medium au quarante-huitième tour, ce qui lui permet de fondre sur Alonso qui roule en quatrième position non loin de Carlos Sainz. Le quadragénaire espagnol prend une part importante dans la victoire de son coéquipier en retenant longtemps Hamilton dans une belle bagarre entre champions du monde qui lui vaut d'être élu « pilote du jour ». Finalement, une seule erreur, un blocage de roues à cinq tours de l'arrivée, permet à Hamilton de le dépasser ; c'est toutefois beaucoup trop tard pour aller chercher les deux premiers. Il dépasse Sainz au soixante-septième tour, profitant de la présence du retardataire Daniel Ricciardo, et s'assure ainsi le podium, terminant non loin de Vettel et du vainqueur Ocon qui crie sa joie dans son casque, pour la première victoire 100 % française (pilote, écurie et moteur) depuis Alain Prost sur Renault au Grand Prix d'Autriche 1983 ; pour l'écurie à structure identique qui s'appelait Renault jusqu'en 2020, c'est un premier succès depuis son retour en 2016 et la première place de Fernando Alonso au Grand Prix du Japon 2008.
Le soir, Sebastian Vettel est disqualifié car son AMR21 contenait moins d'1 litre d'essence, le minimum requis par le règlement pour permettre le prélèvement éventuel d'un échantillon afin de vérifier sa conformité. En conséquence, Hamilton est reclassé deuxième et Carlos Sainz est sur le podium. Derrière les quatre premiers (Ocon, Hamilton, Sainz, Alonso), Pierre Gasly assuré de sa position, rentre au stand dans l'avant-dernier tour pour chausser des gommes tendres et s'attribue le point bonus en réalisant le meilleur tour dans la dernière boucle. Il passe la ligne d'arrivée devant son coéquipier Yuki Tsunoda alors que Nicholas Latifi, septième, et George Russell, huitième, marquent les premiers points de Williams depuis la saison 2019. Au volant de sa voiture abîmée, Max Verstappen était le dernier pilote dans les points mais il prend finalement deux points et Kimi Räikkönen, initialement onzième, récupère l'unité restante.
Hamilton aborde la trêve en s'emparant de la tête du championnat du monde (195 points), huit unités devant Verstappen (187 points). Les positions restent stables derrière eux pour Norris (113 points), Bottas (108 points) et Pérez (104 points) qui n'ont pas marqué. Sainz (83 points) dépasse Leclerc (80 points) au sixième rang ; suivent Ricciardo et Gasly (50 points). Le capital d'Ocon, désormais de 39 points, lui permet d'occuper la dixième place du classement. Latifi et Russell apparaissent aux quinzième et seizième places, avec 6 et 4 points. Chez les constructeurs, Mercedes Grand Prix (303 points) possède douze longueurs d'avance sur Red Bull Racing (291 points) tandis que McLaren Racing, troisième est rattrapé par Ferrari qui compte le même total (163 points). Alpine est désormais cinquième (77 points), suivi par AlphaTauri (68 points) et Aston Martin (48 points). Williams entre au classement avec 10 points devant Alfa Romeo (3 points) et Haas qui n'a toujours pas marqué.

## Contexte
En marge du weekend de Grand Prix à Budapest, Red Bull Racing a posé, comme le règlement l'y autorise, une réclamation pour que les commissaires révisent la sanction de 10 secondes de pénalité infligée à Lewis Hamilton après l'accrochage avec Max Verstappen dans le virage de Copse au premier tour du Grand Prix de Grande-Bretagne, occasionnant un gros crash du pilote néerlandais et débouchant sur la victoire du septuple champion du monde. Red Bull a en effet apporté « de nouvelles preuves » pour tenter de faire alourdir la sanction. Mais à leur examen, les commissaires ont estimé le 29 juillet qu'elles n'apportaient rien de nouveau, et ont rejeté la réclamation, entérinant le résultat de la course disputée deux semaines plus tôt. Mercedes Grand Prix publie alors un communiqué, accusant la direction de l'écurie rivale d'avoir tenté de « ternir la réputation et la sportivité de Lewis Hamilton » à travers leur « droit de révision infructueux ».

## Pneus disponibles
| Pneus pour piste sèche | Pneus pour piste sèche | Pneus pour piste sèche | Pneus pluie    | Pneus pluie |
| ---------------------- | ---------------------- | ---------------------- | -------------- | ----------- |
| Durs (Type C2)         | Medium (Type C3)       | Tendres (Type C4)      | Intermédiaires | Pluie       |

## Essais libres

### Première séance, le vendredi de 11 h 30 à 12 h 30
| Pos. | Pilote           | Voiture          | Chrono         | Écart     |
| ---- | ---------------- | ---------------- | -------------- | --------- |
| 1    | Max Verstappen   | Red Bull-Honda   | 1 min 17 s 555 |           |
| 2    | Valtteri Bottas  | Mercedes         | 1 min 17 s 616 | + 0 s 061 |
| 3    | Lewis Hamilton   | Mercedes         | 1 min 17 s 722 | + 0 s 167 |
| 4    | Carlos Sainz Jr. | Ferrari          | 1 min 18 s 115 | + 0 s 560 |
| 5    | Pierre Gasly     | AlphaTauri-Honda | 1 min 18 s 181 | + 0 s 626 |
| 6    | Fernando Alonso  | Alpine-Renault   | 1 min 18 s 385 | + 0 s 830 |

- Pour cette séance, Robert Kubica, pilote d'essai pour Alfa Romeo Racing, remplace Kimi Räikkönen au volant de l'Alfa Romeo C41 ; il réalise le dix-huitième temps à 3 s 084 de Max Verstappen[4].

### Deuxième séance, le vendredi de 15 h à 16 h
| Pos. | Pilote          | Voiture          | Chrono         | Écart     |
| ---- | --------------- | ---------------- | -------------- | --------- |
| 1    | Valtteri Bottas | Mercedes         | 1 min 17 s 012 |           |
| 2    | Lewis Hamilton  | Mercedes         | 1 min 17 s 039 | + 0 s 027 |
| 3    | Max Verstappen  | Red Bull-Honda   | 1 min 17 s 310 | + 0 s 298 |
| 4    | Esteban Ocon    | Alpine-Renault   | 1 min 17 s 759 | + 0 s 747 |
| 5    | Sergio Pérez    | Red Bull-Honda   | 1 min 17 s 824 | + 0 s 812 |
| 6    | Pierre Gasly    | AlphaTauri-Honda | 1 min 18 s 113 | + 1 s 101 |

### Troisième séance, le samedi de 12 h à 13 h
| Pos. | Pilote           | Voiture          | Chrono         | Écart     |
| ---- | ---------------- | ---------------- | -------------- | --------- |
| 1    | Lewis Hamilton   | Mercedes         | 1 min 16 s 826 |           |
| 2    | Max Verstappen   | Red Bull-Honda   | 1 min 16 s 914 | + 0 s 088 |
| 3    | Valtteri Bottas  | Mercedes         | 1 min 17 s 055 | + 0 s 229 |
| 4    | Carlos Sainz Jr. | Ferrari          | 1 min 17 s 497 | + 0 s 671 |
| 5    | Charles Leclerc  | Ferrari          | 1 min 17 s 520 | + 0 s 694 |
| 6    | Lando Norris     | McLaren-Mercedes | 1 min 17 s 772 | + 0 s 946 |

## Séance de qualification

### Résultats des qualifications
| Pos.                                                                                      | Pilote             | Écurie                | Qualifications 1 | Qualifications 2 | Qualifications 3 |
| ----------------------------------------------------------------------------------------- | ------------------ | --------------------- | ---------------- | ---------------- | ---------------- |
| 1                                                                                         | Lewis Hamilton     | Mercedes              | 1 min 16 s 424   | 1 min 16 s 553   | 1 min 15 s 419   |
| 2                                                                                         | Valtteri Bottas    | Mercedes              | 1 min 16 s 569   | 1 min 16 s 702   | 1 min 15 s 734   |
| 3                                                                                         | Max Verstappen     | Red Bull-Honda        | 1 min 16 s 214   | 1 min 15 s 560   | 1 min 15 s 840   |
| 4                                                                                         | Sergio Pérez       | Red Bull-Honda        | 1 min 17 s 233   | 1 min 16 s 443   | 1 min 16 s 421   |
| 5                                                                                         | Pierre Gasly       | AlphaTauri-Honda      | 1 min 16 s 874   | 1 min 16 s 394   | 1 min 16 s 483   |
| 6                                                                                         | Lando Norris       | McLaren-Mercedes      | 1 min 17 s 081   | 1 min 16 s 385   | 1 min 16 s 489   |
| 7                                                                                         | Charles Leclerc    | Ferrari               | 1 min 17 s 084   | 1 min 16 s 574   | 1 min 16 s 496   |
| 8                                                                                         | Esteban Ocon       | Alpine-Renault        | 1 min 17 s 367   | 1 min 16 s 766   | 1 min 16 s 653   |
| 9                                                                                         | Fernando Alonso    | Alpine-Renault        | 1 min 17 s 123   | 1 min 16 s 541   | 1 min 16 s 715   |
| 10                                                                                        | Sebastian Vettel   | Aston Martin-Mercedes | 1 min 17 s 105   | 1 min 16 s 794   | 1 min 16 s 750   |
| 11                                                                                        | Daniel Ricciardo   | McLaren-Mercedes      | 1 min 17 s 664   | 1 min 16 s 871   |                  |
| 12                                                                                        | Lance Stroll       | Aston Martin-Mercedes | 1 min 17 s 038   | 1 min 16 s 893   |                  |
| 13                                                                                        | Kimi Räikkönen     | Alfa Romeo-Ferrari    | 1 min 17 s 553   | 1 min 17 s 564   |                  |
| 14                                                                                        | Antonio Giovinazzi | Alfa Romeo-Ferrari    | 1 min 17 s 776   | 1 min 17 s 583   |                  |
| 15                                                                                        | Carlos Sainz Jr.   | Ferrari               | 1 min 16 s 649   | Pas de temps     |                  |
| 16                                                                                        | Yuki Tsunoda       | AlphaTauri-Honda      | 1 min 17 s 919   |                  |                  |
| 17                                                                                        | George Russell     | Williams-Mercedes     | 1 min 17 s 944   |                  |                  |
| 18                                                                                        | Nicholas Latifi    | Williams-Mercedes     | 1 min 18 s 036   |                  |                  |
| 19                                                                                        | Nikita Mazepin     | Haas-Ferrari          | 1 min 18 s 922   |                  |                  |
| Temps minimal à réaliser pour la qualification : 1 min 21 s 548 (107 % de 1 min 16 s 214) |                    |                       |                  |                  |                  |
| Nq.                                                                                       | Mick Schumacher    | Haas-Ferrari          | Pas de temps     |                  |                  |

### Grille de départ
- Mick Schumacher, qui n'a pas pu sortir du garage en Q1 après avoir détruit sa Haas VF-21 dans un accident lors de la troisième séance d'essais libres, est autorisé à partir de la vingtième et dernière place sur la grille[8]. Il est, par ailleurs, pénalisé d'un recul de cinq places pour le changement de la boîte de vitesses de sa monoplace, ce qui ne change rien à sa situation[9] ;
- Bien placé après la Q1, Carlos Sainz Jr. perd le contrôle de sa Ferrari SF21 dans le virage no 15 et l'écrase dans le mur de pneus ; le choc latéral est si important que l'Espagnol est conduit au centre médical pour des examens de contrôle. N'ayant pas réalisé de temps chronométré en Q2, il s'élance de la quinzième place[10].

## Course

### Classement de la course
| Pos. | no | Pilote             | Écurie                | Tours | Temps/Abandon                                      | Grille  | Points |
| ---- | -- | ------------------ | --------------------- | ----- | -------------------------------------------------- | ------- | ------ |
| 1    | 31 | Esteban Ocon       | Alpine-Renault        | 70    | 2 h 04 min 43 s 199 (147,513 km/h)                 | 8       | 25     |
| Dsq. | 5  | Sebastian Vettel   | Aston Martin-Mercedes | 70    | Échantillon d'essence insuffisant                  | 10      |        |
| 2    | 44 | Lewis Hamilton     | Mercedes              | 70    | + 2 s 736                                          | 1       | 18     |
| 3    | 55 | Carlos Sainz Jr.   | Ferrari               | 70    | + 15 s 018                                         | 15      | 15     |
| 4    | 14 | Fernando Alonso    | Alpine-Renault        | 70    | + 15 s 651                                         | 9       | 12     |
| 5    | 10 | Pierre Gasly       | AlphaTauri-Honda      | 70    | + 1 min 03 s 614                                   | 5       | 10 + 1 |
| 6    | 22 | Yuki Tsunoda       | AlphaTauri-Honda      | 70    | + 1 min 15 s 803                                   | 16      | 8      |
| 7    | 6  | Nicholas Latifi    | Williams-Mercedes     | 70    | + 1 min 17 s 910                                   | 18      | 6      |
| 8    | 63 | George Russell     | Williams-Mercedes     | 70    | + 1 min 19 s 910                                   | 17      | 4      |
| 9    | 33 | Max Verstappen     | Red Bull-Honda        | 70    | + 1 min 20 s 244                                   | 3       | 2      |
| 10   | 7  | Kimi Räikkönen     | Alfa Romeo-Ferrari    | 69    | + 1 tour (dont 10 s de pénalité purgées en course) | 13      | 1      |
| 11   | 3  | Daniel Ricciardo   | McLaren-Mercedes      | 69    | + 1 tour                                           | 11      |        |
| 12   | 47 | Mick Schumacher    | Haas-Ferrari          | 69    | + 1 tour                                           | 20      |        |
| 13   | 99 | Antonio Giovinazzi | Alfa Romeo-Ferrari    | 69    | + 1 tour                                           | Pitlane |        |
| Abd. | 9  | Nikita Mazepin     | Haas-Ferrari          | 3     | Accrochage dans les stands                         | 19      |        |
| Abd. | 4  | Lando Norris       | McLaren-Mercedes      | 2     | Dégâts                                             | 6       |        |
| Abd. | 77 | Valtteri Bottas    | Mercedes              | 0     | Carambolage                                        | 2       |        |
| Abd. | 11 | Sergio Pérez       | Red Bull-Honda        | 0     | Carambolage                                        | 4       |        |
| Abd. | 16 | Charles Leclerc    | Ferrari               | 0     | Accrochage                                         | 7       |        |
| Abd. | 18 | Lance Stroll       | Aston Martin-Mercedes | 0     | Accrochage                                         | 12      |        |

- Sebastian Vettel, deuxième dans les échappements d'Ocon (à 1 s 859) sous le drapeau à damier, est disqualifié dans la soirée. En effet, l'AMR21 du pilote allemand, qui s'est arrêté directement une fois la ligne d'arrivée franchie, ne contenait que 0,3 litre d'essence alors que le règlement oblige les voitures à conserver au moins 1 litre de carburant après la course pour permettre le prélèvement éventuel d'un échantillon d'essence afin de vérifier sa conformité[13]. Aston Martin, justifiant via ses données qu'il devait rester 1,74 litre fait appel de cette pénalité[14]. Le 9 août, les commissaires de la FIA rejettent cet appel et confirment la disqualification de Vettel, estimant que les éléments apportés étaient insuffisants dans la mesure où « l'écurie aurait dû présenter des faits indiquant qu'il restait effectivement plus d'un litre de carburant[15]. » ;
- À la fin du deuxième tour de formation, Nikita Mazepin regagne son emplacement au stand quand Kimi Räikkönen, qui vient de quitter le sien, le percute et détruit la suspension avant-droite de la Haas. Le Finlandais écope d'une pénalité de dix secondes qu'il purge lors de son arrêt suivant[16].

### Pole position et record du tour
- Pole position :  Lewis Hamilton (Mercedes) en 1 min 15 s 419 (209,120 km/h)[17].
- Meilleur tour en course :  Pierre Gasly (AlphaTauri-Honda) en 1 min 18 s 314 (201,184 km/h) au soixante-dixième et dernier tour ; cinquième de la course, il remporte le point bonus associé au meilleur tour en course[18].

### Tours en tête
- Lewis Hamilton (Mercedes) : 3 tours (1-2 / 4)[19]
- Esteban Ocon (Alpine-Renault) : 65 tours (3 / 5-37 / 40-70)
- Fernando Alonso (Alpine-Renault) : 2 tours (38-39)

## Classements généraux à l'issue de la course
| Pos. | Pilote             | Écurie                | Points |
| ---- | ------------------ | --------------------- | ------ |
| 1    | Lewis Hamilton     | Mercedes              | 195    |
| 2    | Max Verstappen     | Red Bull-Honda        | 187    |
| 3    | Lando Norris       | McLaren-Mercedes      | 113    |
| 4    | Valtteri Bottas    | Mercedes              | 108    |
| 5    | Sergio Pérez       | Red Bull-Honda        | 104    |
| 6    | Carlos Sainz Jr.   | Ferrari               | 83     |
| 7    | Charles Leclerc    | Ferrari               | 80     |
| 8    | Pierre Gasly       | AlphaTauri-Honda      | 50     |
| 9    | Daniel Ricciardo   | McLaren-Mercedes      | 50     |
| 10   | Esteban Ocon       | Alpine-Renault        | 39     |
| 11   | Fernando Alonso    | Alpine-Renault        | 38     |
| 12   | Sebastian Vettel   | Aston Martin-Mercedes | 30     |
| 13   | Yuki Tsunoda       | AlphaTauri-Honda      | 18     |
| 14   | Lance Stroll       | Aston Martin-Mercedes | 18     |
| 15   | Nicholas Latifi    | Williams-Mercedes     | 6      |
| 16   | George Russell     | Williams-Mercedes     | 4      |
| 17   | Kimi Räikkönen     | Alfa Romeo-Ferrari    | 2      |
| 18   | Antonio Giovinazzi | Alfa Romeo-Ferrari    | 1      |

| Pos. | Écurie                | Points |
| ---- | --------------------- | ------ |
| 1    | Mercedes              | 303    |
| 2    | Red Bull-Honda        | 291    |
| 3    | McLaren-Mercedes      | 163    |
| 4    | Ferrari               | 163    |
| 5    | Alpine-Renault        | 77     |
| 6    | AlphaTauri-Honda      | 68     |
| 7    | Aston Martin-Mercedes | 48     |
| 8    | Williams-Mercedes     | 10     |
| 9    | Alfa Romeo-Ferrari    | 3      |

## Statistiques
Le Grand Prix de Hongrie 2021 représente :
- la 101e pole position de Lewis Hamilton, sa troisième de la saison[22] ;
- la 1re victoire d'Esteban Ocon pour son 83e départ en Formule 1 ; il devient le 111e vainqueur de l'histoire de la Formule 1 et le 14e Français, après Pierre Gasly au Grand Prix d'Italie 2020[23],[24] ;
- les 1ers tours en tête d'Esteban Ocon[25] ;
- la 1re victoire et le 1er podium d'Alpine F1 Team sous ce nom, après onze Grands Prix[26] ;
- le 1er meilleur tour en course de la Scuderia AlphaTauri[27] ;
- les 1ers points de Nicholas Latifi[28] ;
- la 169e victoire de Renault en tant que motoriste[29] ; la première sous ce nom depuis le Grand Prix de Belgique 2014 ;
- la 78e première ligne verrouillée par Mercedes Grand Prix, ce qui constitue un record[30] ;
- le 250e podium de Mercedes Grand Prix[31].

Au cours de ce Grand Prix :
- À la fin de la séance de qualification, Lewis Hamilton est hué par le public du Hungaroring. Pour Toto Wolff, c'est la conséquence directe de son accrochage avec Max Verstappen au premier tour du Grand Prix de Grande-Bretagne deux semaines plus tôt. Interrogé sous les sifflets à sa descente de voiture par Johnny Herbert qui intime au public de se calmer, Hamilton répond que ces huées « le motivent encore plus »[32] ;
- Fait inédit dans l'histoire de la Formule 1, Lewis Hamilton est le seul pilote à s'installer sur la grille de départ pour le second départ arrêté ; en effet, alors que la pluie a cessé lors de l'interruption de la course par drapeau rouge, tous les autres pilotes rentrent aux stands lors du tour de formation pour chausser les pneus lisses, le laissant seul en piste en pneus intermédiaires . Lors du Grand Prix des États-Unis 2005, seules six monoplaces étaient placées sur la grille de départ ;
- Cette épreuve est la première victoire 100 % française (pilote-écurie-moteur) depuis le Grand Prix d'Autriche 1983 avec Alain Prost et Renault F1 Team[16] ;
- Les septième et huitième place de Nicholas Latifi et George Russell permettent à Williams de marquer ses premiers points depuis le Grand Prix d'Allemagne 2019 et met fin une disette de points depuis trente-huit Grands Prix[33] ;
- Victime d'un accrochage au premier virage avec Valtteri Bottas, Lando Norris voit sa série de quinze arrivées consécutives dans les points (depuis le Grand Prix d'Émilie-Romagne 2020) prendre fin. Il est le recordman de cette série au sein de l'écurie McLaren ; conséquence de cet abandon, plus aucun pilote n'a terminé consécutivement tous les Grands Prix de la saison dans les points et plus aucune écurie n'a terminé tous les Grands Prix sans abandon ;
- Valtteri Bottas et Lance Stroll, responsables des accidents du premier tour, ont chacun reçu deux points de pénalité sur leur Super Licence et écopent d'une rétrogradation de cinq places sur la grille de départ du prochain Grand Prix de Belgique[34] ,
- Fernando Alonso est élu « pilote du jour » à l'issue d'un vote organisé sur le site officiel de la Formule 1[35] ; il n'avait plus mené un Grand Prix depuis l'édition 2014 de l'épreuve hongroise[36] ;
- Après ce onzième Grand Prix de la saison, Lewis Hamilton reprend la tête du championnat à Max Verstappen. En 2018, après la onzième course (en Allemagne), Hamilton avait également repris la tête du championnat (à Sebastian Vettel) avant de remporter le titre. En 2016 où après la onzième course (également en Hongrie), Hamilton avait aussi repris la tête du championnat à Nico Rosberg avant de perdre le titre à son profit ;
- Vitantonio Liuzzi (80 départs en Grands Prix entre 2005 et 2011, 26 points inscrits) est nommé conseiller par la FIA pour aider dans leurs jugements le groupe des commissaires de course[37].